# کن نیشیمورا
کن نیشیمورا (انگلیسی: Ken Nishimura) کاراته کا ژاپنی است. وی در مسابقات کاراته قهرمانی آسیا ۲۰۱۹ که در تاشکند، ازبکستان برگزار شد، در کومیته ۷۵ کیلوگرم مردان به مدال طلا دست یافت. وی قرار است نماینده ژاپن در بازی‌های المپیک تابستانی ۲۰۲۰ در کاراته باشد.